# Mây nước
Mây nước hay mây vọt (danh pháp khoa học: Flagellaria indica L.) là một trong 4 loài của chi Mây nước (Flagellaria), chi duy nhất trong họ Mây nước (Flagellariaceae).
Loài này phân bố chủ yếu ở các khu rừng mưa.

## Hình ảnh

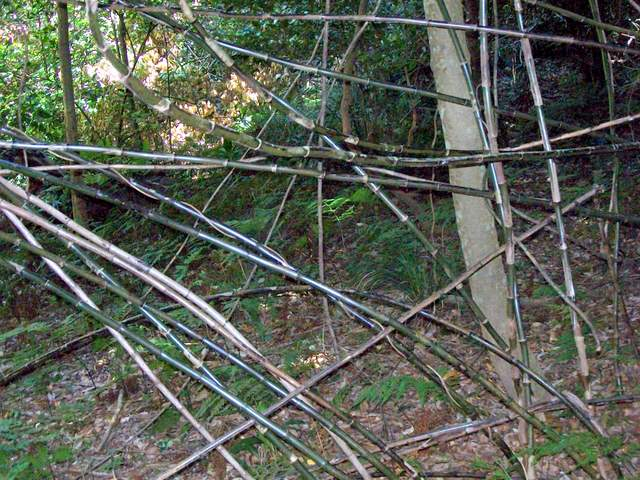
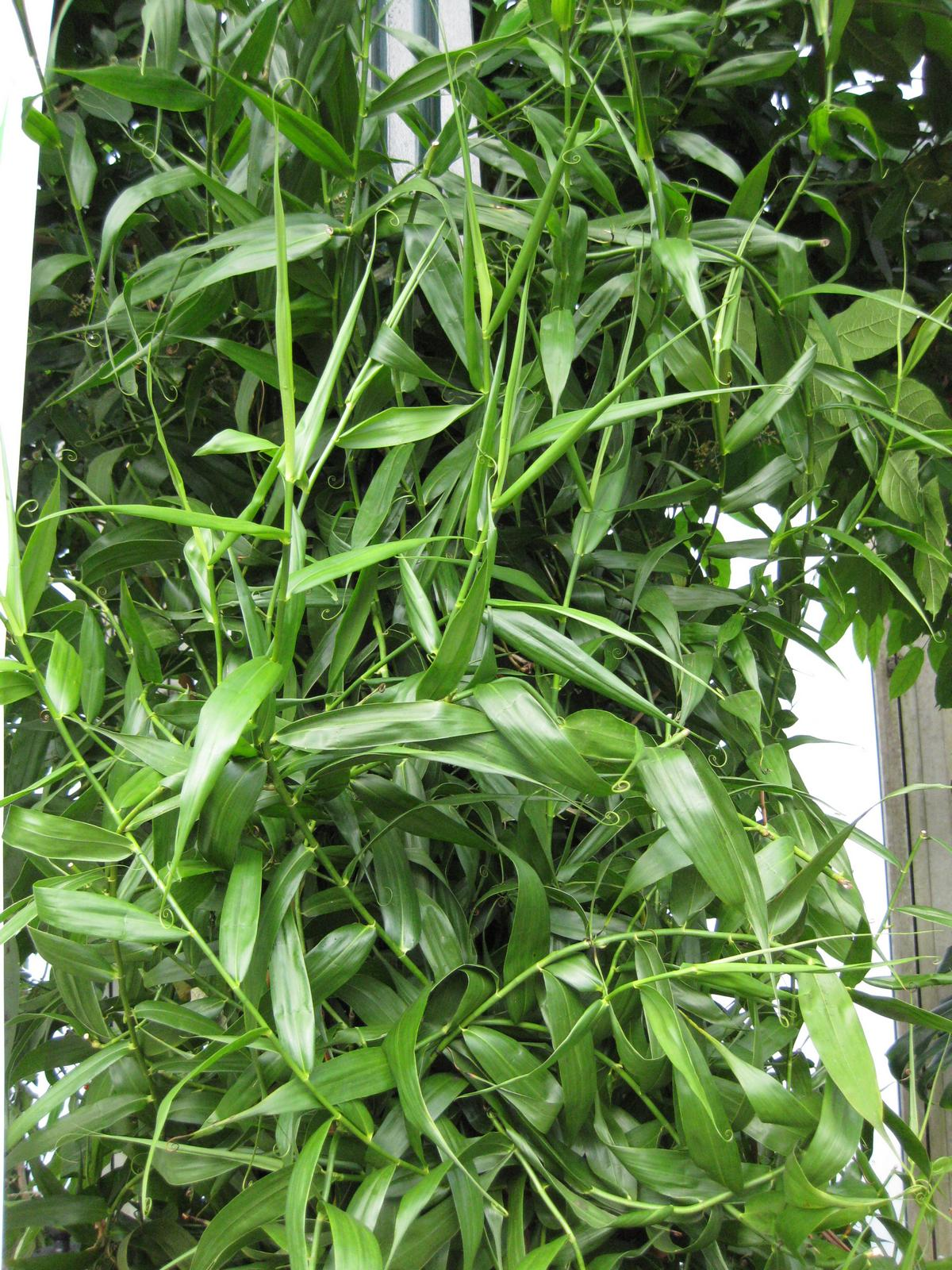
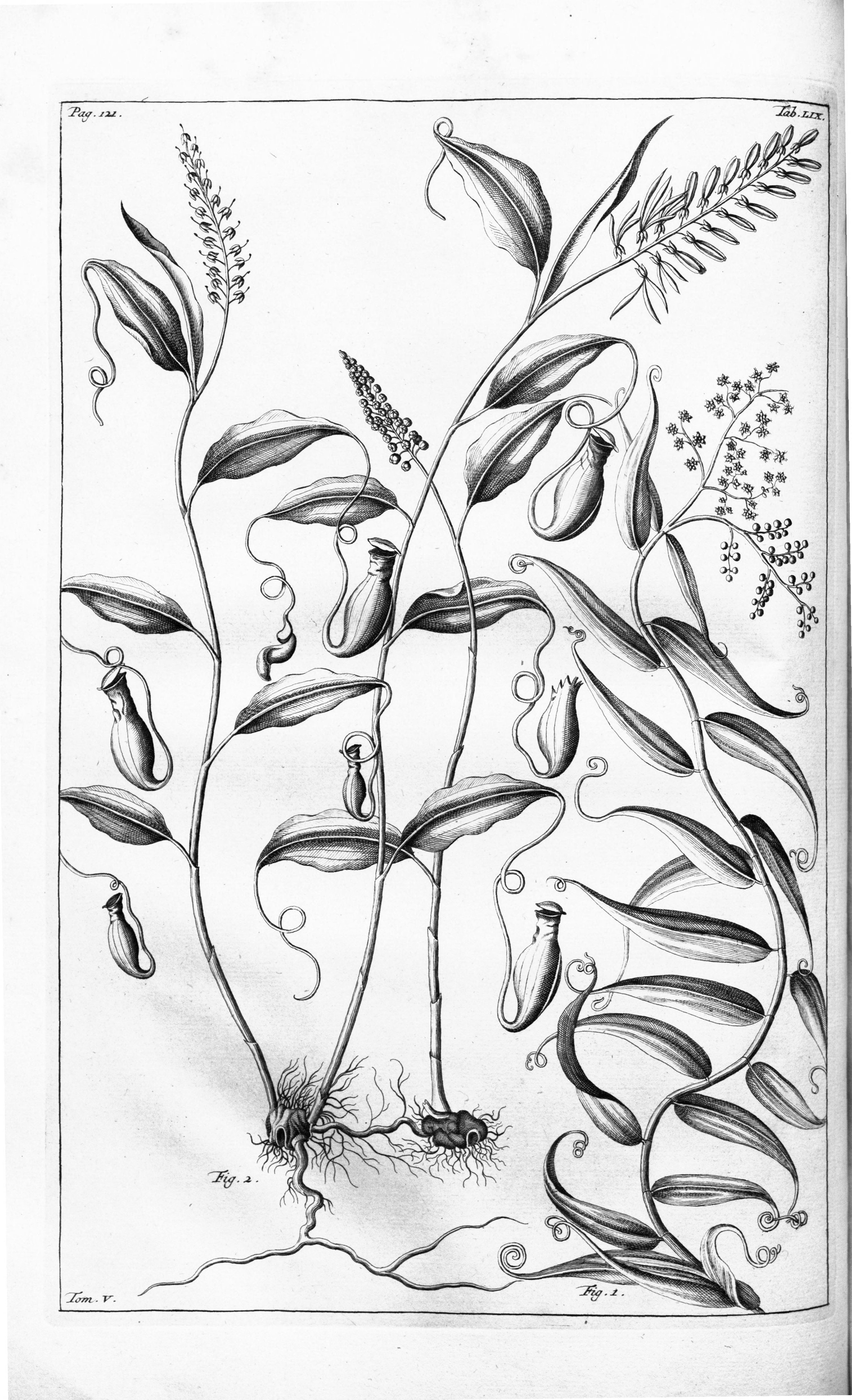
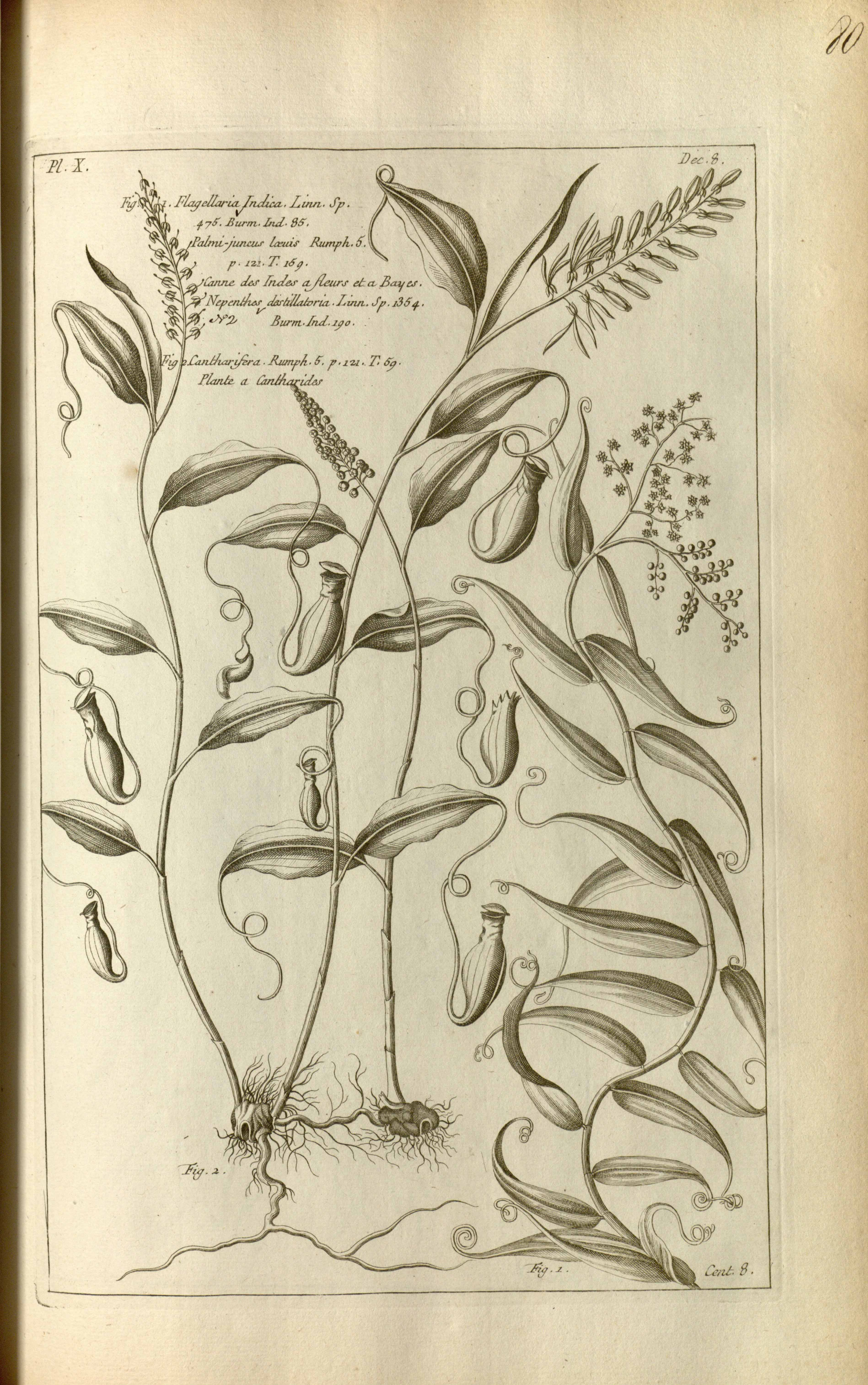